# Heliconia robusta
Heliconia robusta là một loài thực vật có hoa trong họ Heliconiaceae. Loài này được Pax mô tả khoa học đầu tiên năm 1909.